# Oana-Consuela Florea
Oana-Consuela Florea (n. 13 iunie 1975

, Cernica, Ilfov, România) este un deputat român, ales în 2016. 